# Чернокоремна астрилда
Чернокоремна астрилда (Pyrenestes ostrinus) е вид птица от семейство Estrildidae.

## Разпространение
Видът е разпространен в Ангола, Бенин, Габон, Гана, Екваториална Гвинея, Замбия, Камерун, Република Конго, Демократична република Конго, Кот д'Ивоар, Кения, Нигерия, Судан, Танзания, Того, Уганда, Централноафриканската република и Южен Судан.